# Circonscription autonomique de León
Ne doit pas être confondu avec Circonscription électorale de León.
La circonscription électorale de León est l'une des neuf circonscriptions électorales de Castille-et-León pour les élections aux Cortes de Castille-et-León.
Elle correspond géographiquement à la province de León.

## Synthèse
| AP & alliés |       | 6  | 6  |    |    |    |    |    |    |    |    |    |  |  |
| CDS         |       |    | 2  | 1  |    |    |    |    |    |    |    |    |  |  |
| UPL         |       |    |    |    | 2  | 3  | 2  | 2  | 1  | 1  | 1  | 3  |  |  |
| IU          |       |    |    |    | 1  |    |    |    |    |    |    |    |  |  |
| PSOE        |       | 9  | 7  | 7  | 5  | 5  | 6  | 6  | 5  | 5  | 6  | 4  |  |  |
| PP          |       |    |    | 7  | 7  | 6  | 6  | 6  | 8  | 5  | 4  | 4  |  |  |
| Podemos     |       |    |    |    |    |    |    |    |    | 2  | 1  |    |  |  |
| Cs          |       |    |    |    |    |    |    |    |    | 1  | 1  |    |  |  |
| Vox         |       |    |    |    |    |    |    |    |    |    |    | 2  |  |  |
|             |       |    |    |    |    |    |    |    |    |    |    |    |  |  |
| Total       | Total | 15 | 15 | 15 | 15 | 14 | 14 | 14 | 14 | 14 | 13 | 13 |  |  |

## Résultats détaillés

### 1983
| Parti      | Parti | Députés élus |
| ---------- | ----- | --- |
| PSCyL-PSOE |       | Celso López Gavela, Gregorio Pérez de Lera, Manuel López Rodríguez, Gerardo García Machado, Manuel Cabezas Esteban, Juan Fernández Vacas, Virgilio Buiza Díez, Antonio Natal Álvarez, Concepción Puente González |
| AP-PDP-UL  |       | José Eguiagaray Martínez, Victoriano Simón Ricart, Alfonso Prieto Prieto, Alfredo Marcos Oteruelo, Santiago Cordero de la Cruz, Saturnino Celso Ares Martín                                                      |

### 1987
| Parti      | Parti | Députés élus |
| ---------- | ----- | --- |
| PSCyL-PSOE |       | Jaime González González, Celso López Gavela, Gerardo García Machado, Antonio Natal Álvarez, Lorenzo López Trigal, Matilde Fernández Estébanez, Virgilio Buiza Díez |
| AP         |       | Jaime Lobo Asenjo, Fernando Terrón López, Luis Fernando Hurtado Martínez, José Eguiagaray Martínez, Antonio Fernández Calvo, Alfredo Marcos Oteruelo               |
| CDS        |       | Luis Aznar Fernández, Guillermo Domínguez Ferrer |

- Luis Hurtado (PPCyL) est remplacé en avril 1988 par Jesús Abad Ibáñez.
- Celso López (PSCyL-PSOE) est remplacé en février 1990 par Demetrio Alfonso Canedo.

### 1991
| Parti      | Parti | Députés élus |
| ---------- | ----- | --- |
| PPCyL      |       | Miguel Pérez Villar, Mario Amilivia González, Dolores Otero Rodríguez de las Heras, Ángel Escuredo Franco, Antonio Fernández Calvo, Demetrio Espadas Lazo, Manuel González Velasco  |
| PSCyL-PSOE |       | Jaime González González, José Alonso Rodríguez, Antonio Francisco García Rodríguez, Virgilio Buiza Díez, Olga María Cavero Pérez, Demetrio Alfonso Caneda, Antonio Almarza González |
| CDS        |       | Luis Aznar Fernández |

- Dolores Otero (PPCyL) est remplacé en décembre 1991 par Jesús Abad Ibáñez.
- Ángel Escuredo (PPCyL) est remplacé en juillet 1993 par Fernando de Arvizu y Galarraga.

### 1995
| Parti      | Parti | Députés élus |
| ---------- | ----- | --- |
| PPCyL      |       | Mario Amilivia González, Fernando Becker Zuazua, Fernando de Arvizu y Galarraga, Fernando Terrón López, Demetrio Espadas Lazo, Natividad Cordero Monroy, Antonio Fernández Calvo |
| PSCyL-PSOE |       | Jaime González González, José Alonso Rodríguez, María Inmaculada Jesús Larrauri Rueda, Antonio Almarza González, Ángel José Solares Adán                                         |
| UPL        |       | María Concepción Farto Martínez, Joaquín Otero Pereira |
| IU         |       | José Luis Conde Valdés |

- Fernando Becker (PPCyL) est remplacé en avril 1996 par Jesús Abad Ibáñez.

### 1999
| Parti      | Parti | Députés élus |
| ---------- | ----- | --- |
| PPCyL      |       | Isabel Carrasco, Ismael Álvarez Rodríguez, Fernando de Arvizu y Galarraga, Demetrio Espadas Lazo, José María López Benito, Natividad Cordero Monroy |
| PSCyL-PSOE |       | Jaime González González, Rosario Velasco García, Antonio Losa Torres, Antonio Canedo Aller, María del Carmen Espeso Herrero                         |
| UPL        |       | Joaquín Otero Pereira, José María Rodríguez de Francisco, Daniela Fernández González                                                                |

- Jaime González (PSCyL-PSOE) est remplacé en février 2002 par María Nieves Tascón López.
- Ismael Álvarez (PPCyL) est remplacé en juin 2002 par José Antonio Velasco Fernández.

### 2003
| Parti      | Parti | Députés élus |
| ---------- | ----- | --- |
| PPCyL      |       | Isabel Carrasco, José María López Benito, María Fátima López Placer, Fernando de Arvizu y Galarraga, José Manuel Frade Nieto, José Antonio Velasco Fernández |
| PSCyL-PSOE |       | Antonio Vicente Losa Torres, Raquel Pérez Fernández, José Arsenio Giménez Martín, Victorina Alonso Fernández, Ignacio Robles García, Pedro Nieto Bello       |
| UPL        |       | Joaquín Otero Pereira, José María Rodríguez de Francisco |

- José Giménez (PSCyL-PSOE) est remplacé en juillet 2003 par María Inmaculada Jesús Larrauri Rueda.

### 2007
| Parti      | Parti | Députés élus |
| ---------- | ----- | --- |
| PSCyL-PSOE |       | Ángel Roberto Villalba Álvarez, María Ángela Marqués Sánchez, Alfredo Villaverde Gutiérrez, María Inmaculada Jesús Larrauri Rueda, Pedro Nieto Bello, Victorina Alonso Fernández |
| PPCyL      |       | Antonio Silván, María Mar González Pereda, Francisco Javier García-Prieto Gómez, Ana Rosa Sopeña Ballina, Pedro Muñoz Fernández, María Concepción Mallo Álvarez                  |
| UPL        |       | Joaquín Otero Pereira, Héctor Castresana del Pozo |

- Ángel Villalba (PSCyL-PSOE) est remplacé en juin 2008 par Ángel José Solares Adán.

### 2011
| Parti      | Parti | Députés élus |
| ---------- | ----- | --- |
| PPCyL      |       | Antonio Silván, María Mar González Pereda, Juan Martínez Majo, María Emilia Villanueva Suárez, Francisco Javier García-Nieto Gómez, Pedro Muñoz Fernández, Emilio Redondo Callado, Fidentino Reyero Fernández |
| PSCyL-PSOE |       | Miguel Ángel Fernández Cardo, María Ángela Marqués Sánchez, Ana María da Silva García, Teresa Jesús Gutiérrez Álvarez, Javier Campos de la Fuente                                                             |
| UPL        |       | Alejandro Valderas Alonso |

### 2015
| Parti      | Parti | Députés élus |
| ---------- | ----- | --- |
| PPCyL      |       | Antonio Silván, María Mar González Pereda, Ana Rosa Sopeña Ballina, José Manuel Otero Merayo, Manuel García Martínez                         |
| PSCyL-PSOE |       | Celestino Rodríguez Rubio, Gloria María Acevedo Rodríguez, Óscar Álvarez Domínguez, María Josefa Díaz-Caneja Fernández, Álvaro Lora Cumplido |
| Podemos    |       | Pablo Fernández Santos, Lorena González Guerrero                                                                                             |
| Cs         |       | Manuel Mitadiel Martínez |
| UPL        |       | Luis Mariano Santos Reyero |

- Josefa Díaz-Caneja (PSCyL-PSOE) est remplacé en mai 2018 par María Montserrat Álvarez Velasco.
- Celestino Rodríguez (PSCyL-PSOE) est remplacé en novembre 2018 par Lorenzo Tomás Gallego García.

### 2019
| Parti      | Parti | Députés élus |
| ---------- | ----- | --- |
| PSCyL-PSOE |       | Nuria Rubio García, Javier Campos de la Fuente, Yolanda Sacristán Rodríguez, Diego Moreno Castrillo, María Rodríguez Díaz, José Ignacio Ronda Gutiérrez |
| PPCyL      |       | Juan Carlos Suárez-Quiñones Fernández, Amparo Vidal Gago, Ricardo Gavilanes Fernández-Llamazares, Smara Morala Prieto                                   |
| Cs         |       | Ana Carlota Amigo Piquero |
| UPL        |       | Luis Mariano Santos Reyero |
| Podemos    |       | Pablo Fernández Santos |

- Ana Amigo (Cs) est remplacée en juin 2020 par Francisco Javier Panizo García.

### 2022
| Parti      | Parti | Députés élus |
| ---------- | ----- | --- |
| PSCyL-PSOE |       | Nuria Rubio García, Javier Campos de la Fuente, Yolanda Sacristán Rodríguez, Diego Moreno Castrillo                          |
| PPCyL      |       | Juan Carlos Suárez-Quiñones Fernández, Beatriz Coelho Luna, David Fernández Menéndez, Ricardo Gavilanes Fernández-Llamazares |
| UPL        |       | Luis Mariano Santos Reyero, Alicia Gallego González, José Ramón García Fernández                                             |
| Vox        |       | Carlos Pollán Fernández, Miguel Suárez Arca                                                                                  |

- David Fernández (PP) est remplacé le 27 juin 2023 par Antonio Jaime Mendoza Toribio.